# Гамула
Гамула – старовинний український десерт з яблук. Це пюре з яблук з невеликою кількістю борошна, запечене до рум'яної скоринки. Також так називали надміру загущену рідку страву.
Зазвичай гамулу готували восени з початком морозів, найчастіше з м’яких та битих яблук, бо вони не підлягали зберіганню в погребах. Подавали цей десерт з медом.

## Див.також
- Ябчанка